# Liadh Ní Riada
Liadh Ní Riada (prononcé [ˈl̠ʲiə niː ˈɾʲiəd̪ˠə]), née le 28 novembre 1966 à Dublin, est une femme politique irlandaise, membre du Sinn Féin.

## Biographie
Fille du compositeur Seán Ó Riada, Liadh Ní Riada est productrice de télévision et est la responsable de la langue irlandaise au sein du Sinn Féin.
Elle est élue au Parlement européen lors des élections de 2014 dans la circonscription du Sud avec 125 309 voix. Elle siège au sein de la Gauche unitaire européenne/Gauche verte nordique. Elle n'est pas réélue lors des élections de 2019.
Elle est la candidate de son parti à l'élection présidentielle de 2018, où elle termine à la quatrième place en obtenant 6,38 % des voix.